# Expo 1986
L'Esposizione specializzata del 1986 si è svolta a Vancouver, Canada, dal 2 maggio al 13 ottobre con il tema Mondo in movimento - Mondo in contatto e ha superato i 22 milioni di visitatori.

## Tema
L'esposizione del 1986 trattò l'argomento dei trasporti sotto il tema Mondo in movimento - Mondo in contatto. Tutti i padiglioni della Expo erano quindi incentrati sul movimento, delle persone come delle idee.

## Sito
La Expo 1986 venne organizzata sulla riva nota come False Creek, un tempo sede ferroviaria della Canadian Pacific Railway e di industrie. La zona venne scelta per la sua centralità e per il fatto che di lì a poco sarebbe stata attraversata dallo SkyTrain, una linea di monorotaia che si stava studiando in quegli anni e che avrebbe costituito il fiore all'occhiello del masterplan dell'esposizione, affidato all'architetto Bruno Freschi.
Per le esposizioni specializzate (o internazionali) i Paesi organizzatori avevano fino ad allora messo a disposizione degli espositori un grande spazio al coperto, condiviso quindi fra più Paesi. Grazie al grande sito scelto per la Expo 1986 gli architetti poterono proporre l'utilizzo di padiglioni modulari che avrebbero permesso ai partecipanti di scegliere ed occupare padiglioni individuali, di dimensioni e forme differenti a seconda delle necessità. Ad esempio il padiglione più ampio (14 moduli) venne condiviso tra gli stati americani di California, Oregon e Washington, l'URSS scelse un padiglione da 11 moduli, la Cina da 9 mentre l'Italia da 6.

## Partecipanti
Alla Expo 1986 presero parte 54 Paesi espositori.
| Paesi partecipanti | Paesi partecipanti        | Paesi partecipanti  | Paesi partecipanti |
| Asia               | Asia                      | Asia                | Asia               |
| ------------------ | ------------------------- | ------------------- | ------------------ |
| Brunei             | Cina                      | Hong Kong           | Indonesia          |
| Giappone           | Corea del Sud             | Malaysia            | Pakistan           |
| Filippine          | Arabia Saudita            | Singapore           | Sri Lanka          |
| Thailandia         |                           |                     |                    |
| Africa             |                           |                     |                    |
| Costa d'Avorio     | Egitto                    | Kenya               | Senegal            |
| Europa             |                           |                     |                    |
| Belgio             | Regno Unito               | Cecoslovacchia      | Francia            |
| Germania Ovest     | Ungheria                  | Italia              | Norvegia           |
| Romania            | Spagna                    | Svizzera            | Unione Sovietica   |
| Jugoslavia         |                           |                     |                    |
| Americhe           |                           |                     |                    |
| Antigua e Barbuda  | Barbados                  | Canada              | Costa Rica         |
| Cuba               | Dominica                  | Grenada             | Messico            |
| Montserrat         | Perù                      | Saint Kitts e Nevis | Saint Lucia        |
| Stati Uniti        | Saint Vincent e Grenadine |                     |                    |
| Oceania            |                           |                     |                    |
| Australia          | Papua Nuova Guinea        | Tonga               | Samoa              |
| Figi               | Vanuatu                   | Nauru               | Isole Salomone     |
| Isole Cook         |                           |                     |                    |

Parteciparono ufficialmente anche i seguenti stati degli Stati Uniti:
- California
- Oregon
- Washington

Anche varie provincie e territori canadesi costruirono un padiglione proprio:
| - Columbia Britannica - Ontario - Alberta | - Nuova Scozia - Québec - Isola del Principe Edoardo | - Yukon - Territori del Nord-Ovest - Saskatchewan |

Tra le organizzazioni internazionali parteciparono:
- Organizzazione delle Nazioni Unite
- Comunità Europea

### Padiglioni Nazionali
- OECS

I Paesi dell'Organizzazione degli Stati dei Caraibi Orientali si unirono in un unico padiglione collettivo.
- Pacifico del Sud

Tutte le nazioni oceaniche, meno l'Australia, organizzarono un padiglione comune.

## Logo
Il logo dell'esposizione internazionale di Vancouver riportava semplicemente la dicitura Expo 86. Nella sua semplicità però racchiudeva un significato ben preciso: le due cifre erano infatti formate da tre cerchi che rappresentavano i tre elementi in cui è possibile viaggiare e muoversi, terra, aria ed acqua, mentre la linea dritta simboleggiava la ricerca continua dell'eccellenza da parte dell'Uomo.

## Selezione della città organizzatrice
L'Ufficio Internazionale delle Esposizioni scelse la città canadese di Vancouver per l'organizzazione della Expo 1986 nel mese di novembre del 1980.